# Mocejón

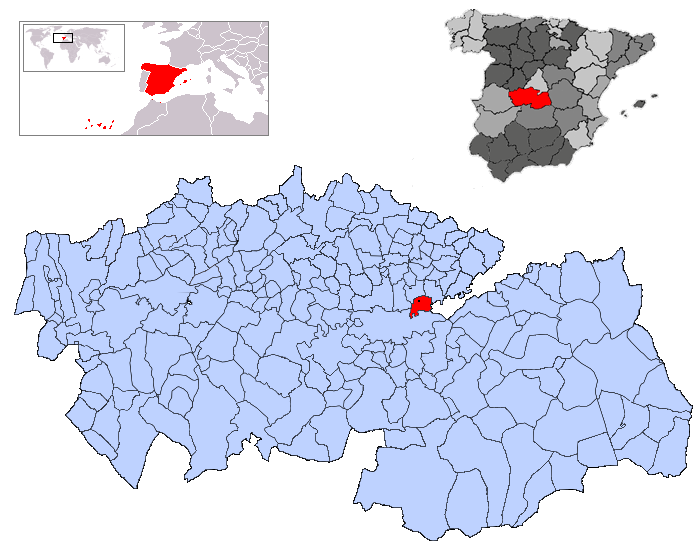
Localização de Mocejón

Mocejón é um município da Espanha na província de Toledo, comunidade autónoma de Castilla-La Mancha, de área 30,6 km² com população de 4539 habitantes (2006) e densidade populacional de 144,65 hab/km².

## Demografia
| Variação demográfica do município entre 1991 e 2004 | Variação demográfica do município entre 1991 e 2004 | Variação demográfica do município entre 1991 e 2004 | Variação demográfica do município entre 1991 e 2004 |
| --------------------------------------------------- | --------------------------------------------------- | --------------------------------------------------- | --------------------------------------------------- |
| 1991                                                | 1996                                                | 2001                                                | 2004                                                |
| 3936                                                | 4032                                                | 4195                                                | 4370                                                |